# NK Šampion
Nogometni klub Šampion Celje (tiếng Anh: Šampion Celje Football Club), thường hay gọi NK Šampion hoặc đơn giản Šampion, là một câu lạc bộ bóng đá Slovenia thi đấu ở thành phố Celje. Đội bóng đang thi đấu tại Giải bóng đá hạng ba quốc gia Slovenia, giải đấu cao thứ ba ở Slovenia. Câu lạc bộ được thành lập năm 1995.

## Danh hiệu
- Giải bóng đá hạng tư quốc gia Slovenia: 1

2007–08
- Giải bóng đá hạng năm quốc gia Slovenia: 1

2004–05
- MNZ Celje Cup: 2

2014–15, 2016–17

## League history
| Mùa giải  | Giải đấu                    | Vị thứ                      |
| --------- | --------------------------- | --------------------------- |
| 1995–2004 | Không tham gia giải đấu nào | Không tham gia giải đấu nào |
| 2004–05   | MNZ Celje (cấp độ 5)        | thứ 1                       |
| 2005–06   | Styrian League (cấp độ 4)   | thứ 7                       |
| 2006–07   | Styrian League (cấp độ 4)   | thứ 8                       |
| 2007–08   | Styrian League (cấp độ 4)   | thứ 1                       |
| 2008–09   | 3. SNL – Đông               | thứ 7                       |
| 2009–10   | 3. SNL - Đông               | thứ 2                       |
| 2010–11   | 3. SNL - Đông               | thứ 2                       |
| 2011–12   | 2. SNL                      | thứ 7                       |
| 2012–13   | 2. SNL                      | thứ 7                       |
| 2013–14   | 2. SNL                      | thứ 9                       |
| 2014–15   | 3. SNL – Bắc                | thứ 7                       |
| 2015–16   | 3. SNL – Bắc                | thứ 3                       |
| 2016–17   | 3. SNL – Bắc                | thứ 9                       |
| 2017–18   | 3. SNL – Bắc                | thứ 2                       |
| 2018–19   | 3. SNL – Bắc                | thứ 6                       |